# Едін Крупалія
Едін Крупалія (босн. Edin Krupalija, 31 січня 1977, Сараєво, СФРЮ) — боснійський бобслеїст. Брав участь у зимових Олімпійських іграх в 1998.